# Prieuré de Montaut
Le domaine de Montaut est un bâtiment situé à Villeneuve-lès-Avignon, dans le département du Gard. 

## Historique
Le palais ou livrée cardinalice de Montaut, cité dans les textes sous le nom de « Monte alto », ou « Montals », est fondé en 1335 par le cardinal Pierre Bertrand. C’est l’une des plus anciennes implantations de livrée cardinalice à Villeneuve-lès-Avignon. Il a fait de son domaine un haut lieu de la politique internationale. 
Pierre Bertrand est docteur en droit. Il a été sénéchal d’Auvergne, maître des requêtes de l’hôtel royal et chancelier de la reine Jeanne de Bourgogne. Il est élu évêque de Nevers en 1320, puis évêque d’Autun en 1322, il est nommé cardinal du titre de Saint-Clément le 9 décembre 1331.
Le domaine de la livrée de « Montals » est situé au milieu de la colline de Montaut près de la tour Philippe-le-Bel, à l'extrémité du pont d'Avignon, entre les routes de Nîmes et de Candau. Il comprend un palais et les annexes nécessaires au logement de la familia du cardinal, avec une maison ou grande tour ses dépendances et un grand jardin comprenant de vignes, un potager, des vergers, des champs. Une alimentation en eau est prévue pour un vivier.
Un prieuré est fondé dans le domaine de Montaut en 1340. Le cardinal Pierre Bertrand en fait donation à l’abbé de Saint-André à condition d’y établir un prieuré conventuel de sept religieux.
Une seconde fondation est faite en 1343 comprenant huit religieux et un prieur. Le domaine est encore entretenu au XVIIe siècle avant d'être délaissé. Il est vendu comme bien national à la Révolution.

### Pieuré de Montaut
Du prieuré de Montaut fondé par Pierre Bertrand, il ne reste que l'ancien logement ou manoir. L’église et le cloître du prieuré de Montaut ont été détruits pendant la Révolution. La salle capitulaire, le dortoir, le réfectoire, le colombier ont disparu.
L’ancien manoir a été transformé au XIXe siècle pour en faire une maison de maître. C'est un bâtiment de deux niveaux. L'étage est desservi par un escalier à vis étroit pris sur le mur ouest.
Le propriétaire, M. Verdet-Kleber a fait nettoyer les façades en 1973 faisant apparaître sous les crépis des ouvertures du XIVe siècle :
-  sur le mur est, une étroite fenêtre tréflée, identique à celle de la chapelle du palais du Pouget dans la partie supérieure, qui pourrait  indiquer la présence d’une chapelle palatiale ;
- sur le mur sud, deux fenêtres à meneaux ;
- sur le mur ouest, mise à jour d'une porte en tiers-point à l’intrados mouluré. Elle devait être la porte principale d’entrée du manoir. Toutes les autres ouvertures du rez-de-chaussée ont disparu au XlXe lors du percement de portes-fenêtres au sud et à l’est.
Le rez-de-chaussée devait être une grande salle plafonnée. Elle a été divisée en trois pièces, probablement au XIXe siècle. La pièce située au sud a une grande cheminée posée contre le mur nord portant les armes de Pierre Bertrand de Colombier : « d’argent au chevron d’azur chargé de deux colombes d’argent, accompagné de trois roses de gueules, à la bordure du même ».
Le plafond semble avoir gardé sa hauteur d'origine ainsi que le décor peint sur une partie. Il est peint d’un décor habituel en Avignon, alternant entre les poutres et les chevrons des carrés bleus avec un large motif de feuilles d’argent chargé au centre d’un losange rouge porteur d’une macle blanche et des carrés rouges portant des bouquets blancs de feuilles de chêne et de glands. Les chevrons sont bruns, leurs angles bordés d’un listel jaune.
Ces peintures de plafond ont été restaurées au XIXe siècle. La pièce située au sud a conservé la frise de blasons peinte au ras du plafond, composée des armes de Pierre Bertrand qui portait : « d’argent au chevron d’azur chargé de trois fleurs de lys d’or, accompagné de trois roses de gueules, à la bordure du même ».
Pierre Bertrand a reçu dans le palais de Montaut de hautes personnalités. Le premier à demeurer à Montaut est Humbert II, le dernier Dauphin de Viennois, qui était venu assister au sacre de Clément VI. Il y a négocié la cession du Dauphiné de Viennois au fils aîné du roi de France. Un premier traité est signé à Vincennes le 22 avril 1343 cédant le Dauphiné à Philippe, duc d'Orléans en imposant qu'il ne soit pas rattaché au royaume de France. C'est avec le traité de Romans, signé le 30 mars 1349, que le Dauphiné est définitivement acquis par Philippe VI pour son petit-fils Charles, fils du duc de Normandie. En 1349, le roi Jacques III de Majorque réside à Montaut. Il y vend Philippe VI la ville et la seigneurie de Montpellier et engage une partie de la Cerdagne et du Roussillon le 18 avril 1349 pour 120 000 écus d'or pour lui permettre de reconstituer une armée et une flotte imposantes avec lesquelles il attaque Majorque où il est tué. 
L'hôte le plus illustre hôte de Montaut est l’empereur Charles de Luxembourg quand il a été reçu par le pape Urbain V, au palais d’Avignon, en 1365. Le but de ce séjour était de discuter de l'organisation d'une croisade contre les Turcs qui venaient de prendre Andrinople. Pendant ce séjour, l’empereur tint une assemblée générale à Montaut avec Louis Ier d'Anjou pour secourir Jean V Paléologue.
Pierre Bertrand de Colombier, nommé cardinal en 1344, hérite du domaine de Montaut à la mort de son oncle, en 1348. Il y héberge Charles le Mauvais en 1354. Il meurt à Montaut en 1361.

### Alimentation en eau du domaine de Montaut
Le parc du domaine conserve les aménagements de l'alimentation en eau du domaine de Montaut qui forment un ensemble architectural construit au XIVe siècle à une cinquantaine de mètres au sud-ouest du prieuré. Deux petites portes en plein cintre ferment des couloirs de 4 mètres de long donnant accès à une salle basse voûtée en arc brisé. Un couloir se poursuit sur huit mètres de long jusqu'à une chambre percée d’un regard placé au ras du sol extérieur. Cette seconde salle médiévale a plus de 3 m de long, 2 m de large et 3 m de haut. La hauteur de l’eau y est constante, un mètre environ. Quatre ouvertures sont faites sur les quatre côtés donnant sur des couloirs ou galeries.
Une galerie a été faite vers le domaine voisin de Montolivet ; c’est alors une simple tranchée recouverte de pierres plates de 25 mètres qui arrive contre le mur d’enceinte à l’emplacement d’une porte ogivale du XIVe siècle qui est murée.
Cet ensemble peut être considéré comme un « unicum ».

### Classement
Le domaine de Montaut, avec le parc, la source et l'installation hydraulique, a été inscrit au titre des monuments historiques le 31 juillet 1997.